# Chroom(IV)oxide
Chroom(IV)oxide of chroomdioxide is een ferromagnetisch oxide van het vierwaardige chroom, met als brutoformule CrO2. De stof komt voor als een bruine tot zwarte vaste stof, die onoplosbaar is in water.

## Synthese
Chroom(IV)oxide werd in 1956 voor het eerst gesynthetiseerd door Norman L. Cox, een scheikundige bij DuPont, door omzetting van chroom(VI)oxide bij aanwezigheid van water, een temperatuur van ongeveer 500 °C en een druk van 200 MPa. Het zo gevormde kristal is een lang en dun staafje, dat zeer geschikt is voor het gebruik op magneetbanden, zoals een videocassette en muziekcassette. DuPont bracht het onder de merknaam Magtrieve in de handel.

## Kristalstructuur en eigenschappen
Chroom(IV)oxide bezit een tetragonale kristalstructuur, vergelijkbaar met die van het mineraal rutiel. Het behoort tot ruimtegroep P42/mnm.

## Toepassing
Chroom(IV)oxide werd gebruikt voor het maken van een emulsie op magneetbanden. BASF werd de grootste fabrikant van VHS- en S-VHS-videobanden en muziekcassettes met dergelijke magneetbanden.